# Jeny Bonsenge
Jennifer Mboyo Bonsenge aussi connue comme Jeny Bonsenge ou sous le nom de Jeny BSG est une danseuse, chorégraphe et professeure de danse congolaise active en Belgique.

## Biographie

### Jeunesse
Bonsenge grandit à Molenbeek en Belgique.

### Carrière
En 2019, une vidéo dans laquelle Jeny et son élève Anae Romyns dansent devient virale sur les réseaux sociaux. Cette attention les mène jusque sur le plateau de l'émission de télévision américaine The Ellen DeGeneres Show,,.
En 2024, elle travaille pour des célébrités comme Fally Ipupa, Aya Nakamura ou encore Burna Boy.

## Distinctions
En 2020, elle est récompensée par le prix de l’Étoile de l’année décerné par la commune de Molenbeek-Saint-Jean pour avoir fait grandir Molenbeek et faire rayonner positivement l'image de la commune en Belgique et dans le monde.
Le même jour, elle reçoit également le diplôme de la révélation de l’année par l'ONG Vitrine Africaine pour l’ensemble de ses actions citoyennes pour mettre en avant la diaspora africaine.

## Vie privée
Le 3 octobre 2021, elle poste une photo de son visage ravagé par les coups de son ex-compagnon, Bryan Bule Lambula. Celui-ci est reconnu coupable un an après, et reconnaît deux ans après l'avoir harcelée.